# Hirschmann Automation and Control
Die Hirschmann Automation and Control GmbH (HAC) mit Hauptsitz in Neckartenzlingen, Baden-Württemberg, ist seit 2007 ein Tochterunternehmen der US-amerikanischen Belden-Gruppe und in der Automatisierungs- und Netzwerktechnik tätig. Sie ging aus der ehemaligen Richard Hirschmann GmbH hervor.
Neben dem Werk in Neckartenzlingen stellt das Unternehmen am Standort Ettlingen Steuerungslösungen für mobile Maschinen her. Als globaler Marktführer in der Ausrüstung von Lastmoment-Begrenzungen in Teleskop- und Gittermastkranen bietet die Hirschmann Automation and Control mit ihren Marken Hirschmann, PAT und Krüger Sicherheits-, Steuerungs- und Sensortechnologie für mobile Anwendungen an.

## Produkte

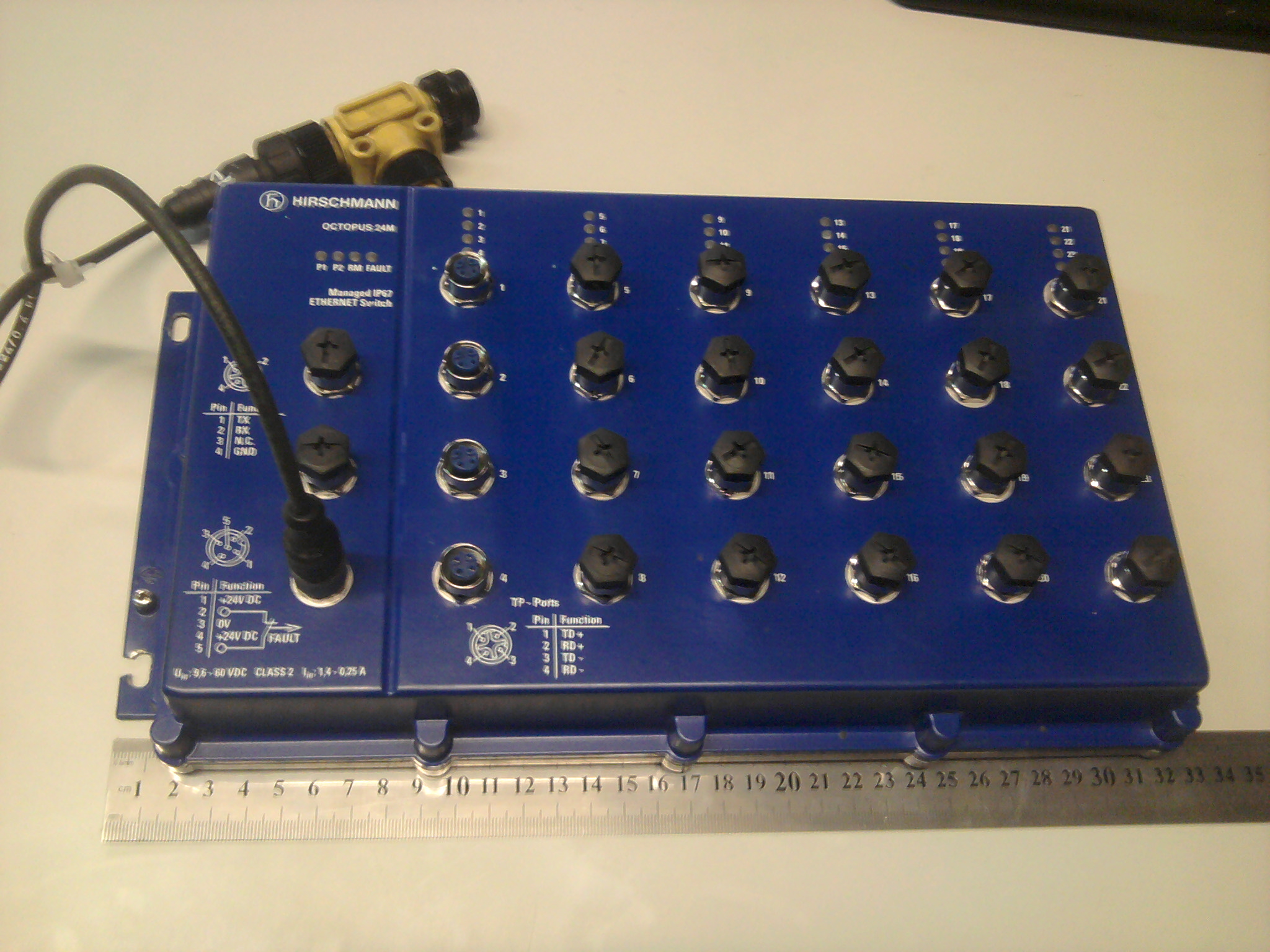
Octopus 24M
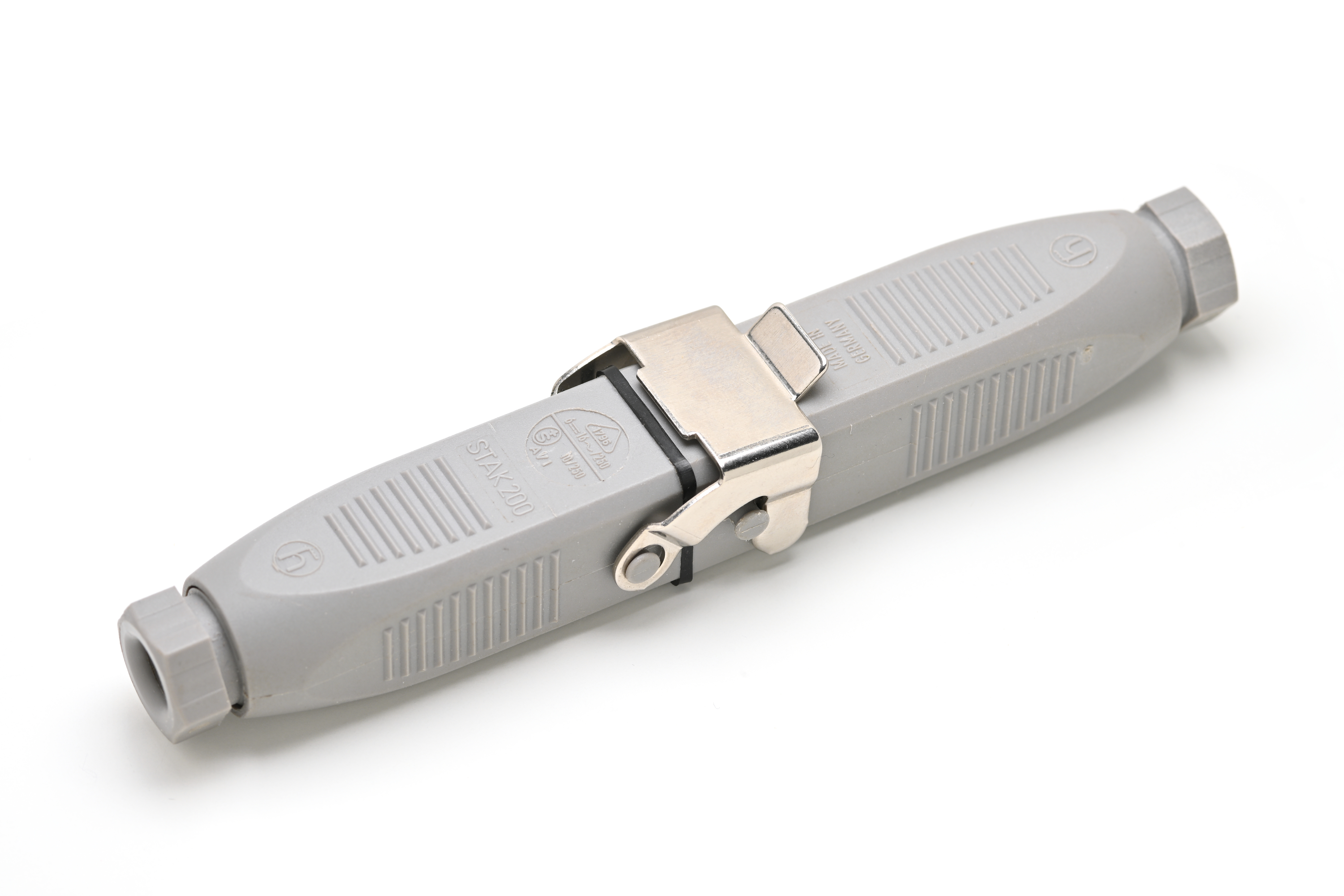
Steckverbinder der ST-Reihe
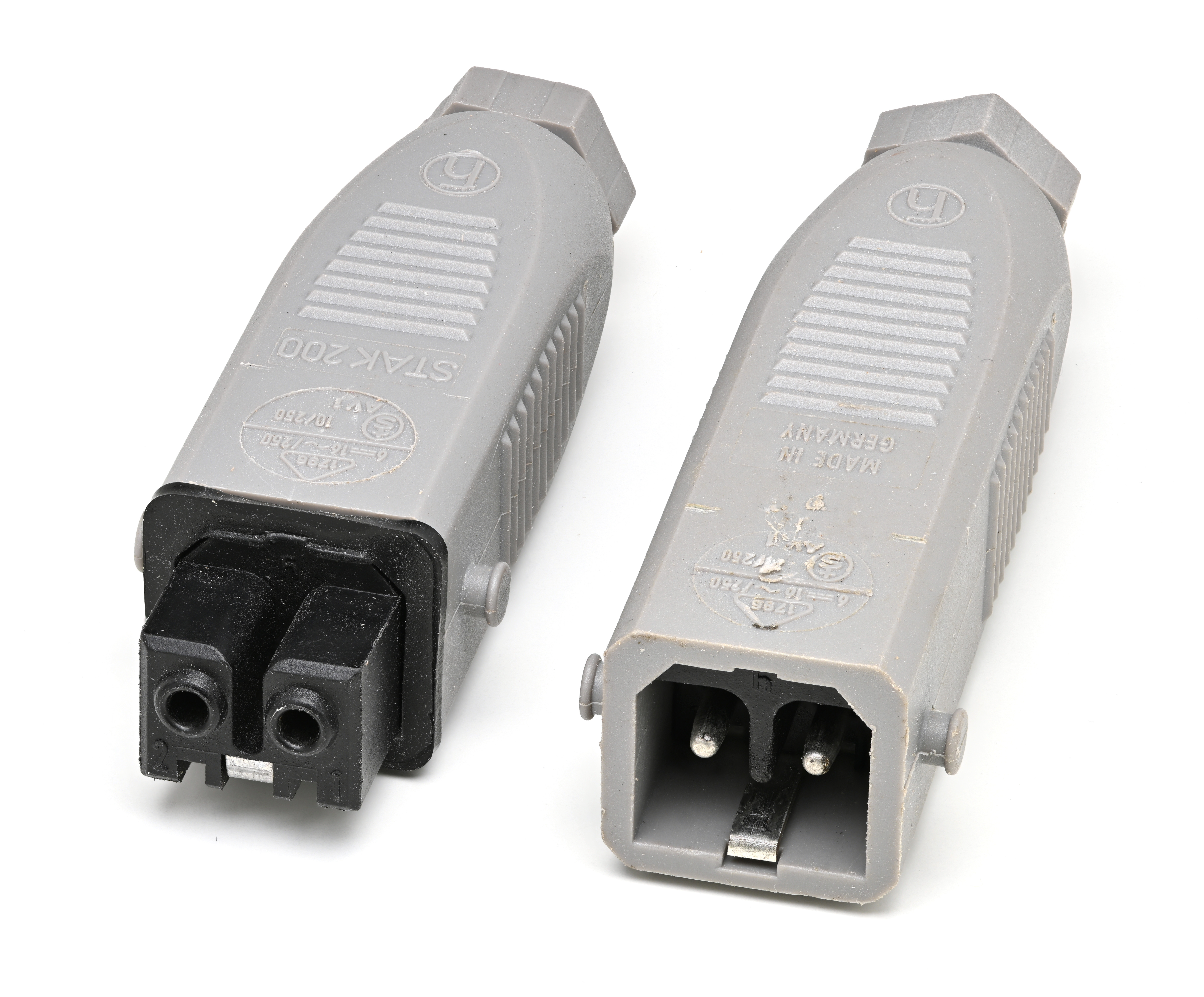
Steckverbinder der ST-Reihe